# 德國基督教工會聯合會
德國基督教工會聯合會（德語：Gesamtverband der christlichen Gewerkschaften Deutschlands，GcG）是德國的一個全國性的工會聯合會。
該工會聯合會成立於19世紀末，最初有77,000名会员，1912年增加到350,000名會員，1919年达到頂峰，有1,100,000名會員。但自此以後的十年，其會員逐渐减少，1931年时已降至580,000名會員。基本上，該工會是跨教派的，虽然它对所有基督徒开放，但其有80%的會員屬天主教徒。该联合会与中央黨紧密合作，直到1933年被纳粹政府解散。

## 領袖

### 主席
1901: 奧古斯特•布魯斯特
1904: 卡爾·馬蒂亞斯·希弗
1919: 亞當·施特格瓦爾德
1929: 伯恩哈德·奧特

### 秘書長
1903: 亞當·施特格瓦爾德
1921: 伯恩哈德·奧特
1929: 職位空缺